# Valeriano Weyler
Valeriano Weyler Nicolau, marqués de Tenerife, španski general, * 17. september 1838, † 20. oktober 1930.
Bil je član skupine, ki je pripravljala državni udar proti Primu de Riveri, a so jih odkrili junija 1926.